# Lukáš Bárta
Lukáš Bárta (* 2. února 1980 Ostrava) je český básník, prozaik, autor krátkých divadelních her a středoškolský učitel. V letech 2008–2020 koordinoval činnost uměleckého seskupení mladých ostravských literátů a hudebníků Bezejmenná skupina. Od roku 2003 je garantem a spolutvůrcem školního časopisu Bojler, který získal několik ocenění v celostátních soutěžích.
14. dubna 2023 mu byla v Moravském zemském muzeu v Brně pod záštitou předsedy Ústavního soudu České republiky JUDr. Pavla Rychetského předána Cena Vladimíra Jochmanna pro učitele – Labyrint světa, kterou uděluje Vzdělávací nadace Jana Husa. Obdržel toto ocenění za vytvoření a úspěšnou mnoholetou realizaci dobrodružné vzdělávací hry Dolování z Kafky aneb PROCEStujte Ostravu, určené soutěžním týmům středoškolských studentů.

## Život
Od roku 2003 působí na Gymnáziu Olgy Havlové v Ostravě Porubě, je členem ostravského střediska Obce spisovatelů. Společně s dalšími autory sdružení Bezejmenná skupina pořádá literární a hudební akce, především v ostravském regionu. Jeho verše či prózy zazněly v několika pořadech Českého rozhlasu, např. v Zeleném peří věnovaném poezii mladých autorů. Český rozhlas Ostrava odvysílal na pokračování několik dílů autorského čtení z Bártova románu Průvodci. Byl textařem, skladatelem a bubeníkem již zaniklé ostravské alternativní hudební skupiny Klub přátel smíšených lesů, jeho texty však nalezneme i v repertoáru dalších hudebních seskupení, např. kapely Komparz. Rozhovor s ním nalezneme v publikaci Radima Horáka Adresa: Ostrava-Poruba, věnované patnácti vybraným osobnostem tohoto ostravského městského obvodu.Po maturitě na gymnáziu nastoupil pětileté magisterské studium bohemistiky, resp. jednooborové češtiny se žurnalistickým zaměřením na Filozofické fakultě Ostravské univerzity. Absolvoval v roce 2003. Obhájil diplomovou práci na téma Dětská vize Vánoc, stereotypy, konotace, jazyk.

## Dílo

### Básnické sbírky
- Tvář z fotek (bibliofilie)
- Od mramoru chlad (Spolek ostravských bibliofilů, 2001)
- Všudypřítomná bedrunka (bibliofilie, 2004)
- Flanelová něha (Montanex, 2007)
- Pavilon racků (ATHOS, 2009)
- Potichu odstřelované pilíře (Perplex, 2012)

### Romány
- Průvodci (Repronis, 2008)